# Volkssozialistische Bewegung Deutschlands / Partei der Arbeit

Logo der Volkssozialistischen Bewegung Deutschlands

Die Volkssozialistische Bewegung Deutschlands / Partei der Arbeit (VSBD/PdA, auch kurz Volkssozialistische Bewegung Deutschlands, VSBD) war eine in den 1970er und frühen 1980er Jahren in der Bundesrepublik Deutschland tätige rechtsextreme Organisation. Sie war keine Partei im Sinne des Parteiengesetzes. Die Junge Front war ihre Jugendorganisation. Bekannt wurde sie insbesondere durch einen Schusswechsel mit der Polizei im Jahr 1981, bei dem zwei Menschen ums Leben kamen.

## Organisation

### Politische Positionen
Die VSBD/PdA bezog eine politische Position rechts der Nationaldemokratischen Partei Deutschlands (NPD) und der Deutschen Volksunion (DVU) und betrachtete ihr Konzept als Weiterentwicklung des Nationalsozialismus. Sie trat darüber hinaus für die Förderung des Wehrsports ein.

### Symbolik
Das Organisationssymbol war der Adler mit einem stilisierten Keltenkreuz. Die Junge Front als Jugendorganisation verwendete hingegen die Wolfsangel als Kennzeichen.

### Aktionsbereich
VSBD-Landesgruppen waren in West-Berlin, Baden-Württemberg, Bayern, Hessen, Nordrhein-Westfalen und Niedersachsen aktiv.

## Geschichte

### Vorgeschichte
Vorläufer war die Deutsch-Soziale Aktion (DSA). Die Mehrheit der Mitglieder und Aktivisten der DSA traten 1971 der PdA bei. Gegründet wurde die DSA im Oktober 1970 durch die beiden stellvertretenden Landesvorsitzenden der NPD in Nordrhein-Westfalen, Dierck Schwartländer und Uwe Klaas sowie Friedhelm Busse. Die DSA gehörte zum harten Kern der Aktion Widerstand, die 1970 und 1971 durch Ausschreitungen auf Straßen und Störaktionen in Versammlungssälen in Nordrhein-Westfalen aufgefallen war. Aufgrund seiner Beteiligung an Straftaten der DSA wurde Friedhelm Busse im Mai 1971 aus der NPD ausgeschlossen.

### Gründung
In Folge seines Ausschlusses aus der NPD gründete Friedhelm Busse zusammen mit 40 anderen Rechtsextremisten die Vereinigung am 17. Juni 1971 in Krefeld unter dem Namen Partei der Arbeit / Deutsche Sozialisten (PdA/DS). Erst im Jahr 1975 gab sie sich den endgültigen Namen; ihre im Januar 1980 gegründete Jugendorganisation nannte sich Junge Front.

### Bündnisse
Im Januar 1972 trat die damalige PdA/DS in die neu gegründete „Aktion Neue Rechte“ von Siegfried Pöhlmann ein, allerdings im Sommer 1973 bereits wieder aus. Die spätere VSBD/PdA wurde von 1975 bis in die frühen 1980er Jahre durch die von Gary Lauck geführte NSDAP-Aufbauorganisation unterstützt. Personelle Verbindungen zur Wehrsportgruppe Hoffmann und zur Wiking-Jugend bestanden über das Gründungsmitglied Peter Weinmann.

### Rechtsterrorismus
Unter Duldung von Parteichef Busse schlossen sich einige Mitglieder zu kleineren Terrorzellen zusammen mit wechselnder Zusammensetzung. Einer dieser Zellen wurde von dem 1931 geborenen und Mitgründer der HNG Wolfgang Koch im Herbst 1980 gebildet, der mehrfach unter anderem wegen Brandstiftung und unerlaubten Waffenbesitzes vorbestraft war. Bereits ab 1979 erstellte das Umfeld eine „Todesliste“ mit möglichen Attentatszielen wie zum Beispiel dem damaligen Bundesministerium des Innern Gerhart Baum (FDP), Ekkehard Gries (FDP) und Gerold Tandler (CSU), Heinz Galinski, Vorsitzender der Jüdischen Gemeinde zu Berlin sowie mehreren Staatsanwälten und Richtern aus Hamburg, Schleswig-Holstein und Niedersachsen. Im September 1980 sollte der erste Mordanschlag auf den hessischen FDP-Politiker Ekkehard Gries verübt werden, der jedoch fehlschlug. Zu dieser Gruppe gehörten auch Frank Schubert und Walter Kexel sowie Ludwig Uhl. Eine weitere Gruppe firmierte unter dem Namen „Kommando Omega“. Neben Busse und Uhl waren das Klaus-Dieter und Christine Hewicker, Ernst Balke, Peter Hamberger, Kurt Wolfgram und Peter Fabel. VSBD Mitglied Dieter Sporleder machte bei der „Hepp/Kexel-Gruppe“ mit. Die Gruppen verstanden sich als Teil eines militanten rechtsextremistischen Netzwerks, das ab Ende der 1970er-Jahre von der Nationalsozialistischen Partei Deutschlands/Aufbau- und Auslandsorganisation (NSDAP/AO) aufgebaut wurde. Als Rückzugsraum nutzte die Gruppe Wohnungen in Paris, die Mitgliedern der rechtsextremen Organisation Fasceaux Nationalistes Européens (FNE) gehörten. Im Februar 1983 wurden mehrere Mitglieder der Gruppe verhaftet, darunter auch der Anführer Wolfgang Koch.

### Wahlbeteiligung
An der Oberbürgermeister- und Kommunalwahl 1978 in München beteiligte sich die VSBD/PdA mit mehreren Kandidaten für den Stadtrat. Der Kandidat für die Oberbürgermeisterwahl war der Justizangestellte Alfred Nusser, geboren 1954. Er konnte 89 Stimmen auf sich vereinigen.

### Schießereien mit Todesfolge

#### Koblenz-Böttstein (Schweiz)
Am 24. Dezember 1980 erschoss das Frankfurter VSBD-Mitglied Frank Schubert (23) an der Schweizer Grenze in Koblenz AG und in Böttstein zwei Menschen, verletzte zwei Beamte und tötete sich zum Schluss selbst. Nach Meldung einer verdächtigen Beobachtung kontrollierten zwei Kantonspolizeibeamte nachmittags die Zufahrtsstraße vom Rhein Richtung Koblenz-Dorf. Bevor die Polizeibeamten Frank Schubert ansprechen konnten, schoss dieser mit der Waffe des zuvor erschossenen Grenzwachtgefreiten Josef Arnold (38), dessen Leiche erst am späten Nachmittag entdeckt wurde, Josef Weibel an und erschoss Walter Wehrli (31) noch im Auto. Anschließend flüchtete er mit dem Fahrzeug der Polizeibeamten. Nach einer Großfahndung wurde Schubert in Böttstein gestellt. Bei einem Schusswechsel wurde ein weiterer Polizeibeamter angeschossen. Schubert flüchtete weiter. Nachdem sein Versteck gestürmt worden war, fanden die Beamten Frank Schubert, der Selbstmord begangen hatte, tot auf. Schubert war wohl beim Waffenschmuggel nach Deutschland vom Grenzbeamten gestellt worden.

#### München-Waldperlach
Im Rahmen eines geplanten Überfalls auf die Nassauische Sparkasse in Rennerod kam es am Abend des 20. Oktober 1981 in München-Waldperlach zu einer Schießerei zwischen Mitgliedern der VSBD und der Polizei. Zwei der fünf aus Busses Neubiberger Wohnung abgereisten Neonazis, Nikolaus Uhl und Kurt Wolfgram, wurden erschossen, Peter Fabel schwer verletzt. Letzterer sowie Pascal Coletta und Peter Hamberger wurden festgenommen. 1983 wurde Busse vom Oberlandesgericht München wegen Begünstigung von Bankräubern und Verstoßes gegen das Waffengesetz zu einer Freiheitsstrafe von drei Jahren und neun Monaten verurteilt.

### Verbot
Am 14. Januar 1982 wurden die VSBD und ihre Jugendorganisation Junge Front von Bundesministerium des Innern Gerhart Baum als verfassungsfeindliche Organisationen verboten. Mehrere Ex-Mitglieder der VSBD/PdA traten nach dem Verbot in die rechtsextremen Gruppen Freiheitliche Deutsche Arbeiterpartei und Aktionsfront Nationaler Sozialisten / Nationale Aktivisten ein.